# تپه صید نعمت مرده
تپه صید نعمت مرده در شهرستان خرم‌آباد، بخش دوره چگنی، دهستان تشکن، ۱/۷ کیلومتری جنوب غربی روستای کله بان ۲ واقع شده و این اثر در تاریخ ۲۲ اسفند ۱۳۸۵ با شمارهٔ ثبت ۱۸۲۲۵ به‌عنوان یکی از آثار ملی ایران به ثبت رسیده است.